# Jermaine (II)
Jermaine – to druga pod tym tytułem płyta Jermaine’a Jacksona wydana przez Motown.

## Lista utworów
1. The Pieces Fit 5:22 (Angelo Bond, Jermaine Jackson, Paul M. Jackson Jr.)
2. You Like Me Don't You 4:59 (Jermaine Jackson)
3. Little Girl Don't You Worry 4:47 (Jermaine Jackson, Paul M. Jackson Jr.)
4. All Because Of You 4:42 (Angelo Bond, Jermaine Jackson)
5. You've Changed (Interlude) 1:50 (Jermaine Jackson)
6. First You Laugh, Then You Cry	4:50 (Chris Clark, Jermaine Jackson)
7. I Miss You So 2:44 (Bertha Scott, Jimmy Henderson, Sid Robin)
8. Can I Change My Mind 3:29 (Barry Despenza, Carl Wolfolk)
9. Beautiful Morning 5:19 (Eddie Fluellen, Hazel G. Jackson, Jermaine Jackson)

## Single
- Little Girl Don't You Worry – listopad 1980
- You Like Me Don't You – luty 1981